# (3037) Alku
(3037) Alku es un asteroide perteneciente al cinturón de asteroides, descubierto el 17 de enero de 1944 por Yrjö Väisälä desde el Observatorio de Iso-Heikkilä, en Turku, Finlandia.

## Designación y nombre
Designado provisionalmente como 1944 BA. Fue nombrado Alku en homenaje "Alku" una pequeña embarcación que el descubridor tenía de pequeño.